# Journal of Applied Psychology
O Journal of Applied Psychology é um jornal acadêmico mensal, revisado por pares, publicado pela American Psychological Association. A revista enfatiza a publicação de investigações originais que contribuem com novos conhecimentos e entendimentos para os campos da psicologia aplicada (exceto fatores clínicos e experimentais ou humanos aplicados, que são mais apropriados para outros periódicos da American Psychological Association). A revista considera principalmente investigações empíricas e teóricas que aprimoram a compreensão dos fenômenos psicológicos cognitivos, motivacionais, afetivos e comportamentais." O editor-chefe é Gilad Chen (Universidade de Maryland).

## Abstração e indexação
De acordo com o Journal Citation Reports, o periódico teve, em 2017, um fator de impacto de 4.643, ocupando o 6º lugar, de um total de 82 periódicos, na categoria "Psicologia Aplicada" e 23º, de um total de 210 periódicos, na categoria "Gerenciamento".
O Journal of Applied Psychology está indexado em:
- PsycINFO
- MEDLINE
- SCOPUS